# Al-Ksar es-Seghir
Al-Ksar es-Seghir (àrab: القصر الصغير, al-Qaṣr aṣ-Ṣaḡīr, literalment ‘el Castell Petit’; amazic estàndard marroquí: ⵇⵚⵕ ⵚⵖⵉⵕ, Qṣṛ ṢƔiṛ) és una comuna rural de la província de Fahs-Anjra de la regió de Tànger-Tetuan-Al Hoceima. Segons el cens de 2014 tenia una població total de 12.997 persones. Havia estat una petita vila i ciutat actualment en ruïnes del Marroc, a l'estret de Gibraltar, a la costa marroquina, a uns 20 km a l'oest de Ceuta i 36 a l'est de Tànger, en una badia on desaigua un riu anomenat Ouled Seghir, badia que queda protegida per un dels vessants del Jabal Ghomara. La fortalesa es troba a la punta que conserva el nom castellà d'Alcázar. A la part oriental del riu ha sorgit un poblet modern, que porta el mateix nom que l'antic. Actualment, a la badia, protegida per una derivació del Jabal Ghomara, hi ha una base naval militar.

## Història
Fou un antic establiment fenici i després cartaginès, per esdevenir romana amb el nom de Lissa o Exilissa segons esmenta Claudi Ptolemeu i de la que queden les restes d'una fàbrica de salar el peix. Fou conquerida pels àrabs al segle VII. Az-Zayyaní diu que l'any 90 de l'hègira (708-709) s'hi va aixecar una fortalesa que es va dir Qasr Masmuda per estar en territori dels amazics masmudes. Al-Bakrí l'anomena al-Qasr al-Àwwal i diu que estava poblada per la tribu dels Banu Tarif. Sota els idríssides fou part del principat d'al-Qàssim ibn Idrís.
En temps dels almohades aquests van utilitzar el port com a lloc principal per embarcar cap a la península Ibèrica (fins llavors el principal port utilitzat era Marsa Mussa) i per això va agafar el nom de Qasr al-Majaz o Qasr al-Jawaz, és a dir ‘Castell del Passatge’, que li donen entre d'altres Ibn Khaldun i Ibn Abi Zar. Els almohades hi van fer diverses construccions i hi van construir unes drassanes, però quan van perdre la major part dels dominis a l'Àndalus, i els exèrcits i funcionaris van deixar de passar, la ciutat va entrar en decadència, i els seus habitants es van reconvertir a la pirateria al segle xiii.
Al segle xv l'activitat d'aquest port afectava el comerç portuguès i castellà, i els portuguesos tenien molt d'interès a posar-hi fi. El 1458 el rei Alfons V de Portugal va atacar la ciutat amb una flota de 80 naus i 17000 homes. Dos atacs foren rebutjats, però finalment al tercer, ja greument damnats els musulmans per l'artilleria portuguesa, es van rendir. Se'ls va concedir permís per retirar-se amb les seves armes i equips i el rei Alfons hi va fer entrada el 19 d'octubre de 1458. La gran mesquita fou transforma en església i les fortificacions es van reforçar i s'hi va instal·lar una guarnició de la qual el primer capità fou Enrique de Meneses. Poques setmanes després el soldà de Fes va enviar forces a la zona que es van presentar davant la ciutat i la van atacar sense èxit, ja que no disposaven d'artilleria; un nou intent uns mesos després, el 1459, fou igualment rebutjat. El 1463 les tribus de la comarca de l'Andjera van reconèixer la sobirania portuguesa i finalment el 1471 el soldà de Fes va signar un tractat amb Portugal pel qual li cedia la ciutat.
La ciutat, però, no va tenir tranquil·litat, ja que els habitants amazics de la zona no van parar de fer incursions puntuals a la ciutat, als subministraments o als que sortien de la fortalesa. El proveïment es feia per mar, i el rei de Portugal Joan III, el 1549 va decidir que el lloc ja no justificava l'esforç i va ordenar la seva evacuació. Abans de ser evacuada fou desmantellada. Immediatament que van sortir els portuguesos el soldà de Fes va recuperar la ciutat, on no quedava cap habitant, i de la que el port havia estat inutilitzat mitjançant arena. La ciutat va romandre abandonada.
El 1559 el soldà de Fes la va oferir a Antoni de Borbó, rei consort de Navarra (Antoni I de Navarra), a canvi de l'aportació de soldats per al sultà; però les intrigues del rei Felip II van impedir que el tractat s'executés i els navarresos mai van arribar a Al-Ksar es-Seghir que va romandre deshabitada; el port només fou utilitzat en endavant per contrabandistes. Les ruïnes de la fortalesa portuguesa són encara visibles.

## Nota
1. ↑  Nom escrit amb diverses variacions: amb "Al-" o sense a la primera paraula, amb "Q" i "K", escrit Ksar o Kasr, amb "al-" o "as-" en lloc de "es-", i Saghir en lloc de Seghir, el nom portuguès és Alcácer Ceguer o Alcácer-Ceguer i el castellà Alcazarseguer o Castillejo. Les formes més comunes són Al-Qsar as-Saghir, Al-Ksar as-Saghir, Al-Qsar es-Seghir, Al-Ksar es-Seghir i Al-Kasr al-Saghir
2. ↑  «Population légale d'après les résultats du RGPH 2014 sur le Bulletin officiel N° 6354». Arxivat de l'original el 26 de desembre 2018. [Consulta: 19 novembre 2015].